# Ischiopsopha cambodiensis
Ischiopsopha cambodiensis är en skalbaggsart som beskrevs av Wallace 1867. Ischiopsopha cambodiensis ingår i släktet Ischiopsopha och familjen Cetoniidae. Inga underarter finns listade i Catalogue of Life.